# Defectos cristalográficos en diamantes

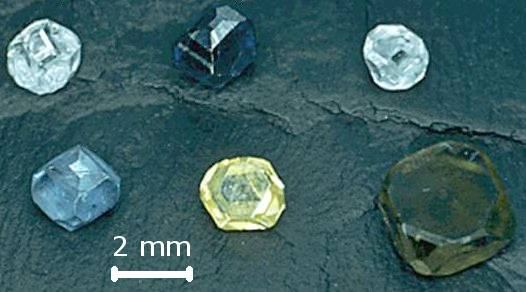
Diamantes sintéticos de varios colores cultivados mediante la técnica de alta presión y alta temperatura, con un tamaño aproximado de ~2 mm.

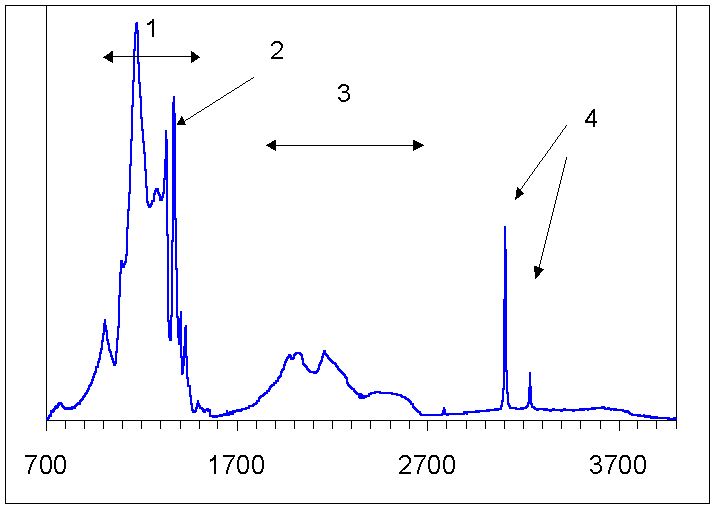
Espectro de absorción infrarroja de un diamante tipo IaB. (1) Región de absorción de impurezas de nitrógeno (mayormente debido a los centros B), (2) pico de plaquetas, (3) autoabsorción de la red cristalina del diamante, (4) picos de hidrógeno a 3107 y 3237 cm⁻¹.

Las imperfecciones en la estructura cristalina del diamante son comunes. Estos defectos pueden ser el resultado de irregularidades en su estructura o de impurezas sustitucionales o intersticiales extrínsecas, introducidas durante o después del crecimiento del diamante. Los defectos afectan las propiedades físicas del diamante y determinan el tipo de diamante al que pertenece; los efectos más significativos se observan en el color del diamante y su conductividad eléctrica, según lo explica la estructura de bandas electrónicas.
Los defectos pueden detectarse mediante diferentes tipos de espectroscopía, incluyendo resonancia paramagnética electrónica (EPR, por sus siglas del inglés electron paramagnetic resonance), luminiscencia inducida por luz (fotoluminiscencia, PL, por sus siglas del inglés photoluminescence) o por haz de electrones (cátodoluminiscencia, CL), y la absorción de luz en las partes infrarroja (IR), visible y ultravioleta (UV) del espectro. El espectro de absorción se utiliza no solo para identificar los defectos, sino también para estimar su concentración; además, permite distinguir entre diamantes naturales, sintéticos o tratados.

## Etiquetado de los centros de diamante
Existe una tradición en la espectroscopía de diamantes para etiquetar un espectro inducido por defectos con un acrónimo numerado (por ejemplo, GR1). Esta tradición se ha seguido en general, aunque con algunas desviaciones notables, como los centros A, B y C. Sin embargo, muchos acrónimos son confusos:
- Algunos símbolos son demasiado similares (por ejemplo, 3H y H3).
- Accidentalmente, se asignaron las mismas etiquetas a diferentes centros detectados mediante técnicas EPR y ópticas (por ejemplo, el centro EPR N3 y el centro óptico N3 no tienen relación).[3]
- Mientras que algunos acrónimos son lógicos, como N3 (N de natural, es decir, observado en diamantes naturales) o H3 (H de calentado, es decir, observado después de irradiación y calentamiento), muchos no lo son. En particular, no hay una distinción clara entre el significado de las etiquetas GR (radiación general), R (radiación) y TR (radiación de tipo-II).[2]

## Simetría de los defectos
La simetría de los defectos en los cristales se describe mediante los grupos puntuales. Estos difieren de los grupos espaciales, que describen la simetría de los cristales, por la ausencia de traslaciones, y por lo tanto son mucho menos numerosos. En el diamante, solo se han observado hasta ahora defectos con las siguientes simetrías: tetraédrica (Td), tetragonal (D2d), trigonal (D3d, C3v), rómbica (C2v), monoclínica (C2h, C1h, C2) y triclínica (C1 or CS).
La simetría de los defectos permite predecir muchas propiedades ópticas. Por ejemplo, la absorción de un fonón (infrarrojo) en la red cristalina pura del diamante está prohibida porque la red tiene un centro de inversión. Sin embargo, la introducción de cualquier defecto (incluso uno «muy simétrico», como un par de sustitución N-N) rompe la simetría del cristal, lo que resulta en una absorción infrarroja inducida por defectos. Esta absorción es la herramienta más común para medir las concentraciones de defectos en el diamante.
En el diamante sintético crecido mediante la síntesis a alta presión y alta temperatura (HPHT) o mediante deposición química de vapor (CVD, por sus siglas del inglés chemical vapor deposition), los defectos con simetría inferior a la tetraédrica se alinean en la dirección del crecimiento. Esta alineación también se ha observado en arseniuro de galio, por lo que no es exclusiva del diamante.

## Defectos extrínsecos
Diversos análisis elementales de los diamantes revelan una amplia gama de impurezas. Sin embargo, estas provienen principalmente de inclusiones de materiales extraños en el diamante, que podrían ser tan pequeñas como unos nanómetros e invisibles en un microscopio óptico. Además, virtualmente cualquier elemento puede ser introducido en el diamante mediante implantación de iones. Más relevantes son los elementos que pueden incorporarse en la red cristalina del diamante como átomos aislados (o pequeños grupos atómicos) durante su crecimiento. Para 2008, estos elementos incluyen nitrógeno, boro, hidrógeno, silicio, fósforo, níquel, cobalto y, quizás, azufre. El manganeso y el tungsteno han sido detectados inequívocamente en el diamante, pero podrían provenir de inclusiones extrañas. La detección de hierro aislado en el diamante se ha reinterpretado posteriormente como partículas microscópicas de rubí producidas durante la síntesis del diamante.
Se cree que el oxígeno es una impureza importante en el diamante, aunque no ha sido identificado espectroscópicamente aún. Dos centros de resonancia paramagnética electrónica (OK1 y N3) se asignaron inicialmente a complejos de nitrógeno-oxígeno, y más tarde a complejos relacionados con titanio. Sin embargo, esta asignación es indirecta y las concentraciones correspondientes son bastante bajas (unos pocos partes por millón).

### Nitrógeno
La impureza más común en el diamante es el nitrógeno, que puede constituir hasta el 1 % de la masa de un diamante. Anteriormente, se pensaba que todos los defectos en la red del diamante eran el resultado de anomalías estructurales; investigaciones posteriores revelaron la presencia de nitrógeno en la mayoría de los diamantes y en diversas configuraciones. La mayor parte del nitrógeno se incorpora a la red del diamante como un átomo individual (es decir, las moléculas de nitrógeno se disocian antes de su incorporación); sin embargo, el nitrógeno molecular también puede integrarse en el diamante.
La absorción de luz y otras propiedades del diamante dependen en gran medida del contenido de nitrógeno y de su estado de agregación. Aunque todas las configuraciones agregadas causan absorción en el infrarrojo, los diamantes con nitrógeno agregado suelen ser incoloros, ya que tienen poca absorción en el espectro visible. Las cuatro principales formas de nitrógeno son las siguientes:

#### Esquema del centro C

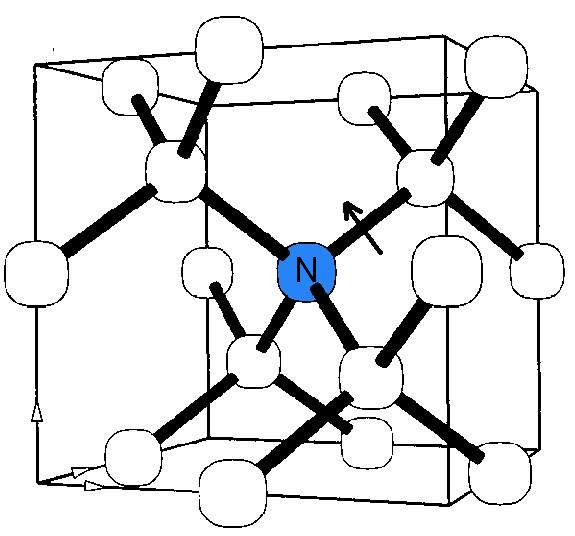
Centro de nitrógeno C.

El centro C corresponde a átomos de nitrógeno de sustitución simple eléctricamente neutros en la red del diamante. Estos son fácilmente detectables en espectros de resonancia paramagnética electrónica (donde se les denomina confusamente como centros P1). Los centros C otorgan un color amarillo intenso a marrón; estos diamantes se clasifican como tipo Ib y se conocen comúnmente como «diamantes canarios», los cuales son raros en forma de gema. La mayoría de los diamantes sintéticos producidos mediante la técnica de alta presión y alta temperatura (HPHT) contienen un nivel alto de nitrógeno en la forma C; esta impureza de nitrógeno proviene de la atmósfera o de la fuente de grafito. Un átomo de nitrógeno por cada 100,000 átomos de carbono produce color amarillo.
Debido a que los átomos de nitrógeno tienen cinco electrones disponibles (uno más que los átomos de carbono que reemplazan), actúan como «donantes profundos»; es decir, cada nitrógeno sustituido tiene un electrón extra para donar y forma un nivel de energía donadora dentro de la banda prohibida. La luz con energía superior a ~2.2 eV puede excitar los electrones donantes hacia la banda de conducción, generando el color amarillo.
El centro C produce un espectro de absorción infrarroja característico con un pico definido en 1344 cm−1 y una característica más amplia en 1130 cm−1. La absorción en estos picos se utiliza de manera rutinaria para medir la concentración de nitrógeno individual. Otro método propuesto, basado en la absorción UV a ~260 nm, se descartó posteriormente por considerarse poco fiable.
Los defectos aceptores en el diamante ionizan el quinto electrón del nitrógeno en el centro C, convirtiéndolo en un centro C+. Este último tiene un espectro de absorción IR característico con un pico definido en 1332 cm−1 y picos más amplios y débiles en 1115, 1046 y 950 cm−1.

#### Centro de nitrógeno A

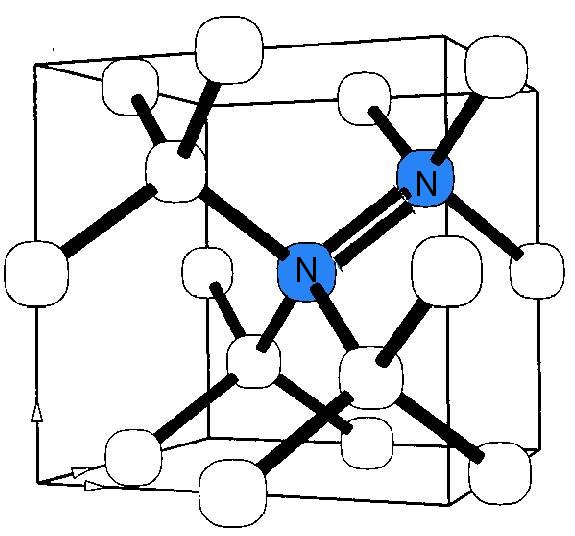
Esquema del centro A.

El centro A es probablemente el defecto más común en los diamantes naturales. Consiste en un par neutro de átomos de nitrógeno vecinos que sustituyen a los átomos de carbono. El centro A produce un umbral de absorción UV a ~4 eV (310 nm, es decir, invisible al ojo humano) y, por lo tanto, no causa coloración. Los diamantes que contienen nitrógeno predominantemente en la forma A se clasifican como tipo IaA.
El centro A es diamagnético, pero si es ionizado por luz UV o aceptores profundos, produce un espectro de resonancia paramagnética electrónica (EPR) W24, cuyo análisis demuestra de manera inequívoca la estructura N=N.
El centro A presenta un espectro de absorción IR sin características definidas, lo cual es claramente diferente del espectro de los centros C o B. Su pico más fuerte, a 1282 cm⁻¹, se utiliza de manera rutinaria para estimar la concentración de nitrógeno en la forma A.

#### Centro de nitrógeno B

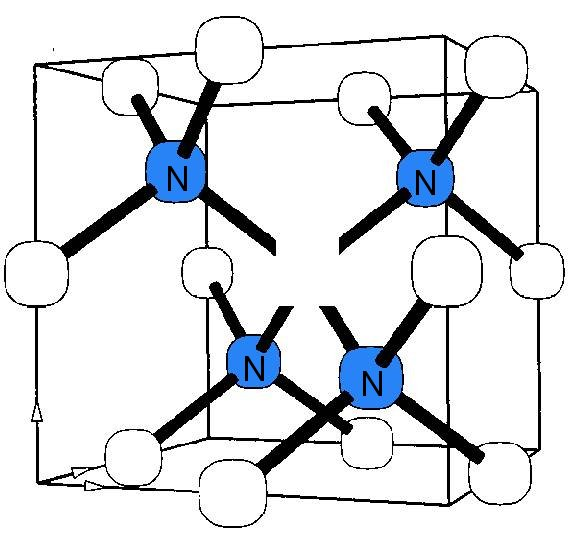
Esquema del centro B.

Existe un consenso general de que el centro B (a veces llamado B1) consiste en una vacante de carbono rodeada por cuatro átomos de nitrógeno que sustituyen a átomos de carbono. Este modelo es coherente con otros resultados experimentales, aunque no se dispone de datos espectroscópicos directos que lo corroboren. Los diamantes donde la mayor parte del nitrógeno forma centros B son raros y se clasifican como tipo IaB. La mayoría de los diamantes gemológicos contienen una mezcla de centros A y B, junto con centros N3.
Al igual que los centros A, los centros B no inducen color, y no se puede atribuir absorción en UV o visible a los centros B. La asignación inicial del sistema de absorción N9 al centro B se desmintió posteriormente. El centro B tiene un espectro de absorción IR característico (ver el espectro de absorción infrarroja mencionado anteriormente) con un pico definido a 1332 cm⁻¹ y una característica más amplia a 1280 cm⁻¹. Esta última se utiliza de manera rutinaria para estimar la concentración de nitrógeno en la forma B.
Muchos picos ópticos en diamante tienen posiciones espectrales similares, lo que causa confusión entre los gemólogos. Los espectroscopistas utilizan todo el espectro en lugar de un solo pico para identificar defectos y consideran la historia del crecimiento y procesamiento del diamante individual.

#### Centro de nitrógeno N3

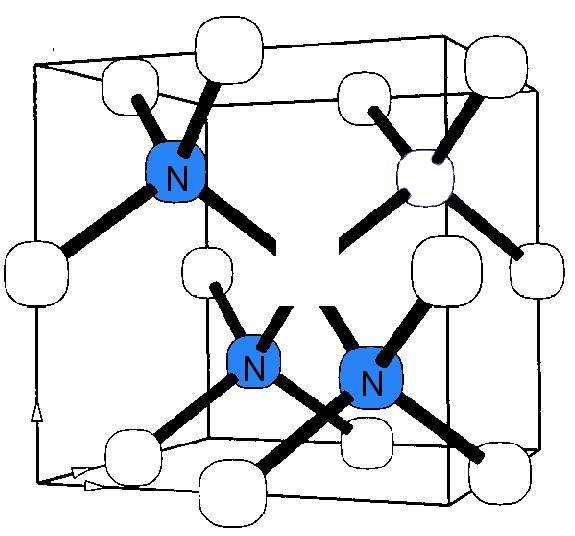
Esquema del centro N3.

El centro N3 consiste en tres átomos de nitrógeno rodeando una vacante. Su concentración siempre es una fracción de la de los centros A y B. El centro N3 es paramagnético, y su estructura está bien definida a partir del análisis del espectro EPR P2.
Este defecto produce una línea característica de absorción y luminiscencia a 415 nm y, por sí solo, no induce color. Sin embargo, el centro N3 siempre está acompañado por el centro N2, que tiene una línea de absorción a 478 nm (sin luminiscencia). Como resultado, los diamantes ricos en centros N3/N2 presentan un color amarillo.

### Boro
Los diamantes que contienen boro como una impureza sustitucional se clasifican como tipo IIb. Solo el uno por ciento de los diamantes naturales pertenece a este tipo, y la mayoría son de color azul a gris. El boro actúa como un aceptor en el diamante: los átomos de boro tienen un electrón menos disponible que los átomos de carbono; por lo tanto, cada átomo de boro que sustituye a un átomo de carbono crea un hueco de electrón en la banda prohibida que puede aceptar un electrón de la banda de valencia. Esto permite la absorción de luz roja, y debido a la pequeña energía necesaria (0,37 eV) para que el electrón abandone la banda de valencia, los huecos pueden liberarse térmicamente desde los átomos de boro hacia la banda de valencia incluso a temperatura ambiente. Estos huecos pueden moverse en un campo eléctrico y hacer que el diamante sea eléctricamente conductor (es decir, un semiconductor tipo p). Se necesitan muy pocos átomos de boro para que esto ocurra; una proporción típica es de un átomo de boro por cada 1,000,000 de átomos de carbono.
Los diamantes dopados con boro transmiten luz hasta ~250 nm y absorben algo de luz roja e infrarroja (de ahí su color azul); también pueden fosforescer en azul después de exponerse a luz ultravioleta de onda corta. Además de la absorción óptica, los aceptores de boro han sido detectados mediante resonancia paramagnética electrónica (EPR).

### Fósforo
El fósforo puede introducirse intencionalmente en diamantes cultivados mediante deposición química de vapor (CVD) en concentraciones de hasta ~0,01%. El fósforo sustituye al carbono en la red cristalina del diamante. Similar al nitrógeno, el fósforo tiene un electrón más que el carbono y, por lo tanto, actúa como un donante; sin embargo, la energía de ionización del fósforo (~0,6 eV) es significativamente menor que la del nitrógeno (~1,7 eV) y lo suficientemente pequeña como para permitir la ionización térmica a temperatura ambiente. Esta propiedad importante del fósforo en el diamante lo hace ideal para aplicaciones electrónicas, como los diodos emisores de luz ultravioleta (LED UV) que emiten a 235 nm.

### Hidrógeno
El hidrógeno es una de las impurezas tecnológicamente más importantes en los semiconductores, incluyendo el diamante. Los defectos relacionados con el hidrógeno son muy diferentes en los diamantes naturales y en las películas de diamante sintético. Estas películas se producen mediante diversas técnicas de deposición química de vapor (CVD) en una atmósfera rica en hidrógeno (proporción típica de hidrógeno/carbono >100), bajo un fuerte bombardeo de iones de plasma durante el crecimiento del diamante. Como resultado, el diamante CVD siempre está enriquecido en hidrógeno y vacantes en la red cristalina. En películas policristalinas, gran parte del hidrógeno puede estar ubicado en los límites entre los «granos» de diamante o en inclusiones de carbono no diamantino.
Dentro de la red cristalina del diamante, se han identificado complejos de hidrógeno-vacante y de hidrógeno-nitrógeno-vacante en estados de carga negativa mediante resonancia paramagnética electrónica (EPR). Además, se han documentado numerosos picos de absorción en el infrarrojo relacionados con el hidrógeno.
Se ha demostrado experimentalmente que el hidrógeno pasiva impurezas eléctricamente activas de boro y fósforo. Como resultado de esta pasivación, presumiblemente se producen centros donantes superficiales.
En los diamantes naturales, se observan comúnmente varios picos de absorción en el infrarrojo relacionados con el hidrógeno; los más fuertes se encuentran en 1405, 3107 y 3237 cm⁻¹. La estructura microscópica de los defectos correspondientes aún se desconoce, y ni siquiera es seguro si estos defectos se originan en el diamante o en inclusiones extranjeras. El color gris en algunos diamantes de la mina Argyle en Australia a menudo se asocia con estos defectos relacionados con el hidrógeno, pero nuevamente, esta asignación no está probada.

### Níquel, cobalto y cromo
Cuando los diamantes se cultivan mediante la técnica de alta presión y alta temperatura (HPHT), se suelen añadir níquel, cobalto, cromo u otros metales al medio de crecimiento para facilitar catalíticamente la conversión de grafito en diamante. Como resultado, se forman inclusiones metálicas. Además, átomos aislados de níquel y cobalto se incorporan en la red cristalina del diamante, como se ha demostrado mediante la estructura hiperfina característica en espectros de resonancia paramagnética electrónica (EPR), absorción óptica y fotoluminiscencia. La concentración de níquel aislado puede alcanzar el 0,01%. Esto es inusual considerando la gran diferencia de tamaño entre los átomos de carbono y los átomos de metales de transición, así como la rigidez superior de la red cristalina del diamante.
Se han detectado numerosos defectos relacionados con el níquel mediante resonancia paramagnética electrónica, absorción óptica y fotoluminiscencia, tanto en diamantes sintéticos como naturales. Se pueden distinguir tres estructuras principales: níquel sustitucional, níquel-vacante y el complejo níquel-vacante decorado con uno o más átomos de nitrógeno sustitucional. La estructura de «níquel-vacante», también llamada «semidivacante», es específica de la mayoría de las impurezas grandes en diamante y silicio (por ejemplo, estaño en silicio). Su mecanismo de producción generalmente aceptado es el siguiente: un átomo grande de níquel se incorpora sustitucionalmente, luego expulsa a un carbono cercano (creando una vacante vecina) y se desplaza entre los dos sitios.
Aunque las propiedades físicas y químicas del cobalto y el níquel son bastante similares, las concentraciones de cobalto aislado en diamante son mucho menores que las de níquel (rango de partes por mil millones). Se han detectado varios defectos relacionados con cobalto aislado mediante resonancia paramagnética electrónica y fotoluminiscencia, pero su estructura aún es desconocida.
Un centro óptico relacionado con el cromo se informó después de la implantación iónica y el recocido subsiguiente de diamantes sintéticos tipo IIA. Sin embargo, un estudio posterior que repitió las condiciones de recocido pero sin la implantación de cromo ha puesto en duda la atribución original del centro de defecto al cromo.

### Silicio, germanio, estaño y plomo

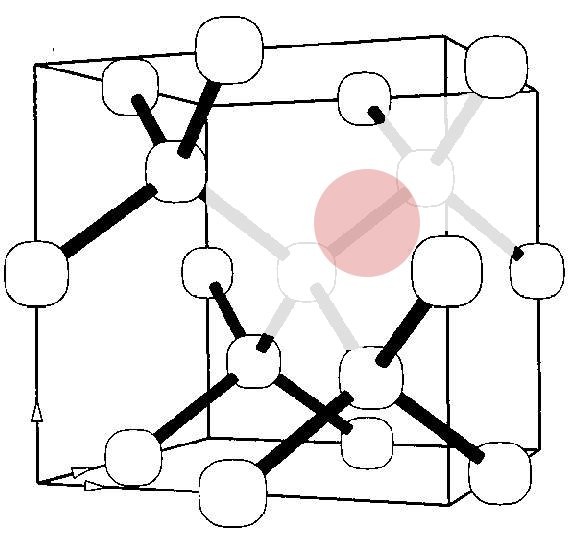
El modelo de «semidivacante» (impureza-vacante) para una gran impureza en diamante (Ni, Co, Si, S, etc.) describe un átomo grande de impureza que sustituye a dos átomos de carbono. Los detalles sobre su enlace con la red cristalina del diamante aún son inciertos.

El silicio es una impureza común en películas de diamante cultivadas mediante deposición química de vapor (CVD) y proviene del sustrato de silicio o de las ventanas o paredes de sílice del reactor CVD. También se ha observado en diamantes naturales en forma dispersa. Los defectos de silicio aislados se han detectado en la red cristalina del diamante a través de un pico de absorción óptica nítido a 738 nm y mediante resonancia paramagnética electrónica (EPR). Similar a otras impurezas grandes, la principal forma del silicio en el diamante ha sido identificada como un complejo de silicio-vacante (sitio de semidivacante). Este centro es un donante profundo con una energía de ionización de 2 eV, lo que lo hace inadecuado para aplicaciones electrónicas.
Los complejos de silicio-vacante constituyen una fracción menor del silicio total. Se cree (aunque no hay pruebas concluyentes) que gran parte del silicio sustituye al carbono, volviéndose invisible para la mayoría de las técnicas espectroscópicas debido a que los átomos de silicio y carbono tienen la misma configuración de las capas electrónicas externas.
El germanio, estaño y plomo normalmente están ausentes en el diamante, pero pueden introducirse durante el crecimiento o mediante implantación iónica posterior. Estas impurezas pueden detectarse ópticamente a través de los centros germanio-vacante, estaño-vacante y plomo-vacante, respectivamente, que tienen propiedades similares a las de los centros silicio-vacante.
Al igual que los centros N-V, los complejos Si-V, Ge-V, Sn-V y Pb-V tienen aplicaciones potenciales en la computación cuántica.

### Azufre
Alrededor del año 2000, hubo una ola de intentos de dopar películas de diamante CVD sintético con azufre, con el objetivo de lograr una conductividad tipo-n con baja energía de activación. Se publicaron informes exitosos, pero luego fueron desestimados al comprobarse que la conductividad era tipo-p en lugar de tipo-n y estaba asociada no con el azufre, sino con boro residual, que es un dopante tipo-p altamente eficiente en el diamante.
Hasta ahora el año 2009, solo existe una evidencia confiable (a través de la estructura de interacción hiperfina en resonancia paramagnética electrónica) de defectos de azufre aislados en diamante. El centro correspondiente, llamado W31, se ha observado en pequeñas concentraciones (partes por millón) en diamantes naturales tipo-Ib. Este centro se asignó a un complejo de azufre-vacante, nuevamente, como en el caso del níquel y el silicio, un sitio de semidivacante.

## Defectos intrínsecos
La forma más sencilla de producir defectos intrínsecos en el diamante es desplazando átomos de carbono mediante irradiación con partículas de alta energía, como partículas alfa (helio), beta (electrones), gamma, protones, neutrones, iones, etc. La irradiación puede ocurrir tanto en el laboratorio como en la naturaleza (véase Mejora de los diamantes – Irradiación). Este proceso genera defectos primarios llamados defectos de Frenkel, que consisten en átomos de carbono desplazados de sus sitios normales en la red cristalina a posiciones intersticiales, dejando vacantes en la red.
Una diferencia importante entre las vacantes y los intersticiales en el diamante es que, mientras los intersticiales son móviles durante la irradiación incluso a temperaturas de nitrógeno líquido, las vacantes comienzan a migrar únicamente a temperaturas superiores a ~700 °C.
Los vacantes e intersticiales también pueden producirse en el diamante mediante deformación plástica, aunque en concentraciones mucho menores.

### Intersticial aislado de carbono

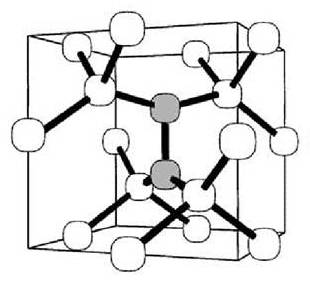
Modelo del intersticial dividido de carbono en el diamante.

Un intersticial aislado nunca se ha observado en el diamante y se considera inestable. Su interacción con un átomo regular de la red cristalina de carbono genera un intersticial dividido, un defecto en el que dos átomos de carbono comparten un sitio de la red y están covalentemente enlazados con los vecinos de carbono.
Este defecto ha sido caracterizado exhaustivamente mediante resonancia paramagnética electrónica (centro R2) y absorción óptica, y, a diferencia de la mayoría de los otros defectos en el diamante, no produce fotoluminiscencia.

### Complejos intersticiales

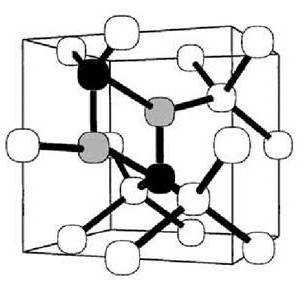
Una de las configuraciones de los di-intersticiales de carbono en el diamante

El intersticial dividido aislado se desplaza a través del cristal de diamante durante la irradiación. Cuando se encuentra con otros intersticiales, se agrupa en complejos más grandes de dos y tres intersticiales divididos, que han sido identificados mediante resonancia paramagnética electrónica (centros R1 y O3), absorción óptica y fotoluminiscencia.

### Complejos vacante intersticial
La mayoría de las partículas de alta energía, además de desplazar átomos de carbono de su sitio en la red, también les transfieren suficiente energía excedente para migrar rápidamente a través de la red. Sin embargo, cuando se utiliza una irradiación relativamente suave con rayos gamma, esta energía extra es mínima. Como resultado, los intersticiales permanecen cerca de las vacantes originales y forman pares vacante-intersticial, que han sido identificados mediante absorción óptica.
También se han producido pares vacante-di-intersticial, aunque por irradiación con electrones y mediante un mecanismo diferente: Los intersticiales individuales migran durante la irradiación y se agrupan para formar di-intersticiales; este proceso ocurre preferentemente cerca de las vacantes en la red.

### Vacante aislada

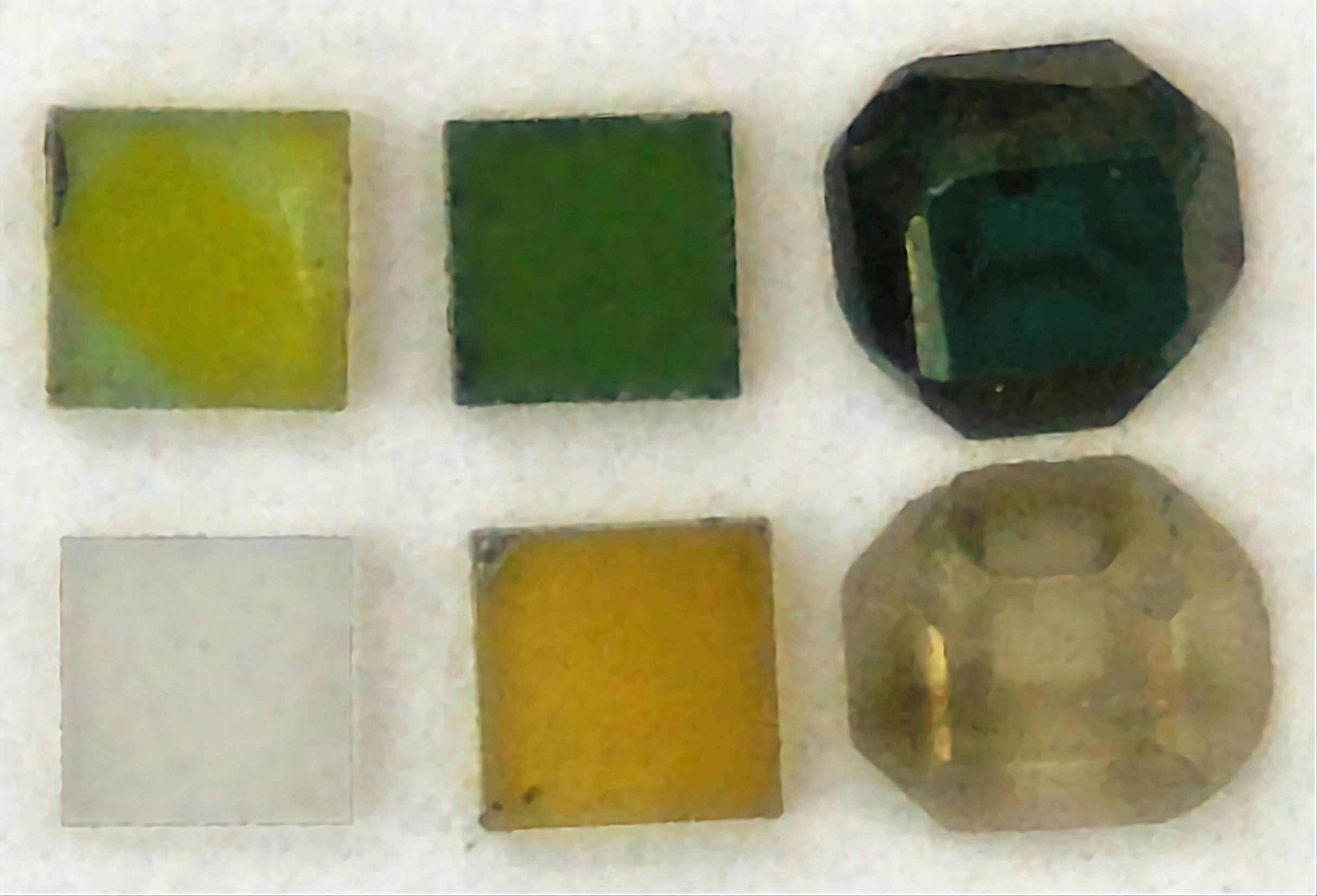
Diamantes puros, antes y después de irradiación y recocidoSecuencia en el sentido de las agujas del reloj desde la parte inferior izquierda: 1) Estado inicial (2×2 mm); 2–4) Irradiados con diferentes dosis de electrones de 2 MeV; y 5–6) Irradiados con distintas dosis y recocidos a 800 °C

La vacante aislada es el defecto más estudiado en el diamante, tanto experimental como teóricamente. Su propiedad práctica más importante es la absorción óptica, como ocurre en los centros de color, que otorgan al diamante un color verde, o en ocasiones verde-azul (en diamantes puros).
La característica distintiva de esta absorción es una serie de líneas nítidas denominadas GR1-8, donde la línea GR1 a 741 nm es la más prominente e importante.
La vacante se comporta como un profundo donador/receptor de electrones, cuyas propiedades electrónicas dependen del estado de carga. Los niveles de energía para los estados +/0 se encuentran a 0.6 eV y para los estados 0/- a 2.5 eV por encima de la banda de valencia.

### Complejos de multivacantes
Al recocer diamantes puros a aproximadamente 700 °C, las vacantes migran y forman divacantes, las cuales se caracterizan por absorción óptica y resonancia paramagnética electrónica (EPR). Al igual que los intersticiales individuales, los divacantes no producen fotoluminiscencia. A su vez, los divacantes desaparecen al recocer a ~900 °C, creando cadenas de multivacantes detectadas mediante EPR y, presumiblemente, anillos de hexavacantes. Estos últimos deberían ser invisibles para la mayoría de las técnicas espectroscópicas y, efectivamente, no se han detectado hasta ahora.
El recocido de vacantes cambia el color del diamante de verde a amarillo-marrón. Se cree que un mecanismo similar (la agregación de vacantes) es responsable del color marrón de los diamantes naturales que han sido plásticamente deformados.

### Dislocaciones
Las dislocaciones son el defecto estructural más común en los diamantes naturales. Los dos tipos principales de dislocaciones son el conjunto de deslizamiento, en el cual los enlaces se rompen entre capas de átomos con diferentes índices (aquellos que no están directamente uno encima del otro), y el conjunto de reorganización, en el que las rupturas ocurren entre átomos con el mismo índice. Las dislocaciones producen enlaces colgantes que introducen niveles de energía en la banda prohibida, lo que permite la absorción de luz. La fotoluminiscencia azul de banda ancha ha sido identificada de manera confiable con dislocaciones mediante observación directa en un microscopio electrónico. Sin embargo, se ha observado que no todas las dislocaciones son luminiscentes, y no existe correlación entre el tipo de dislocación y los parámetros de la emisión.

### Plaquetas

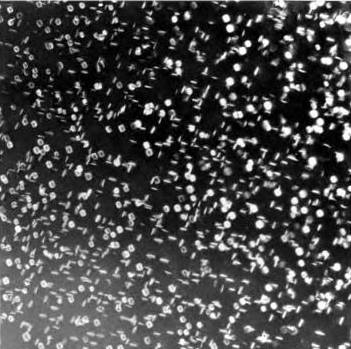
Micrografía electrónica de plaquetas en un diamante, vista perpendicular al eje cúbico. Ancho de la imagen: 1.5 μm.

La mayoría de los diamantes naturales contienen defectos planos extendidos en los planos de red <100>, conocidos como plaquetas. Su tamaño varía desde nanómetros hasta muchos micrómetros, y las más grandes son fácilmente observables mediante un microscopio óptico gracias a su luminiscencia. Durante mucho tiempo, las plaquetas se asociaron tentativamente con grandes complejos de nitrógeno — depósitos de nitrógeno producidos como resultado de su agregación a altas temperaturas durante la síntesis del diamante. Sin embargo, la medición directa del nitrógeno en las plaquetas mediante EELS (una técnica analítica de microscopía electrónica) reveló cantidades muy pequeñas de nitrógeno. El modelo actualmente aceptado para las plaquetas es que están formadas por una gran matriz regular de intersticiales de carbono.
Las plaquetas producen picos de absorción nítidos en las longitudes de onda de 1359–1375 cm⁻¹ y 330 cm⁻¹ en los espectros de absorción infrarroja. Curiosamente, la posición del primer pico depende del tamaño de las plaquetas. Al igual que las dislocaciones, se ha asociado una fotoluminiscencia de banda ancha centrada en ~1000 nm con las plaquetas mediante observación directa en un microscopio electrónico. Al estudiar esta luminiscencia, se ha deducido que las plaquetas tienen una «banda prohibida» de aproximadamente 1.7 eV.

### Voiditas

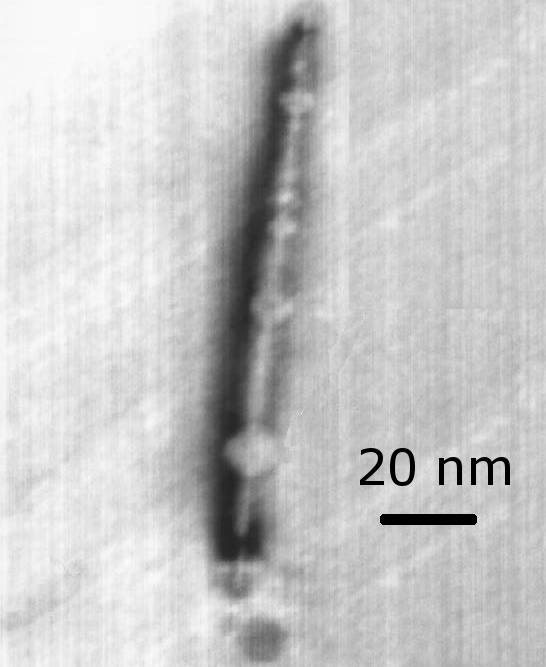
Micrografía electrónica que muestra varias voiditas octaédricas.

Las voiditas son cúmulos octaédricos de tamaño nanométrico presentes en muchos diamantes naturales, según se ha revelado mediante microscopía electrónica. Experimentos de laboratorio han demostrado que el recocido de diamantes de tipo IaB a altas temperaturas y presiones (>2600 °C) resulta en la descomposición de los platelets y la formación de lazos de dislocación y voiditas; es decir, que las voiditas son un resultado de la degradación térmica de los platelets. A diferencia de los platelets, las voiditas sí contienen nitrógeno, en forma molecular.

## Interacción entre defectos intrínsecos y extrínsecos
Los defectos extrínsecos e intrínsecos pueden interactuar formando nuevos complejos de defectos. Esta interacción suele ocurrir si un diamante que contiene defectos extrínsecos (impurezas) es deformado plásticamente o es irradiado y luego recocido.

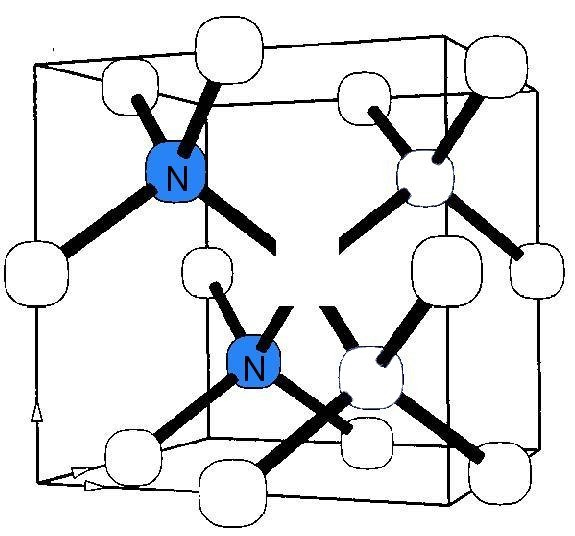
Esquema de los centros H3 y H2.

La interacción más importante es la de vacantes e intersticiales con nitrógeno. Los intersticiales de carbono reaccionan con el nitrógeno sustitucional formando un intersticial de nitrógeno centrado en un enlace, que muestra una fuerte absorción infrarroja a 1450 cm⁻¹. Las vacantes son atrapadas eficientemente por los centros de nitrógeno A, B y C. La tasa de atrapamiento es mayor para los centros C, ocho veces menor para los centros A y treinta veces menor para los centros B.
El centro C (nitrógeno simple), al atrapar una vacante, forma el famoso centro nitrógeno-vacante, que puede estar en estado neutro o cargado negativamente; el estado cargado negativamente tiene aplicaciones potenciales en la computación cuántica. Los centros A y B, al atrapar una vacante, crean los correspondientes centros 2N-V (H3 y H2, donde H2 es simplemente un centro H3 cargado negativamente) y el neutro 4N-2V (centro H4). Los centros H2, H3 y H4 son importantes porque están presentes en muchos diamantes naturales y su absorción óptica puede ser lo suficientemente fuerte como para alterar el color del diamante (H3 o H4 – amarillo, H2 – verde).
El boro interactúa con intersticiales de carbono formando un complejo boro-intersticial neutro con una absorción óptica aguda a 0.552 eV (2250 nm). Hasta el año 2009, no se ha encontrado evidencia de complejos entre boro y vacantes.
En contraste, el silicio sí reacciona con vacantes, creando la absorción óptica mencionada anteriormente a 738 nm. El mecanismo supuesto es el atrapamiento de una vacante migrante por silicio sustitucional, resultando en la configuración Si-V (semi-divacancia).
Un mecanismo similar se espera para el níquel, para el cual tanto las configuraciones sustitucionales como de semi-divacancia están identificadas de manera confiable (ver la subsección "níquel y cobalto" arriba). En un estudio no publicado, se irradiaron con electrones diamantes ricos en níquel sustitucional y se recocieron, realizando mediciones ópticas cuidadosas después de cada etapa de recocido, pero no se obtuvo evidencia de la creación o el aumento de centros Ni-vacante.